# We Belong Together
A We Belong Together Mariah Carey amerikai popénekesnő tizennegyedik, The Emancipation of Mimi című albumának második kislemeze. 2005-ben jelent meg. A dalt az 1980-as évekbeli R&B- és soulzene hangzása ihlette, egyszerű zongoradallamra épül, szövege egy nő vágyódását fejezi ki volt partnere felé, miután szakítottak.
A We Belong Together a nagy visszatérést jelentette Carey számára, miután 2001-től karrierje egyre inkább hanyatlásnak indult; a dal számos országban listavezető lett, és az Egyesült Államokban, ahol 14 nem egymást követő hétig vezette a slágerlistát, több rádiós játszási rekordot is megdöntött. 2006-ban két Grammy-díjat is nyert, a legjobb R&B-dalnak és a legjobb R&B-előadásnak járót. A RIAA-tól platinalemez minősítést kapott, világszerte több mint ötmillió példányban kelt el.
A Billboard magazin a dalt a 9. helyre helyezte minden idők 100 legsikeresebb dalát felsoroló listáján és az évtized legsikeresebb dalának nevezte.

## Háttere

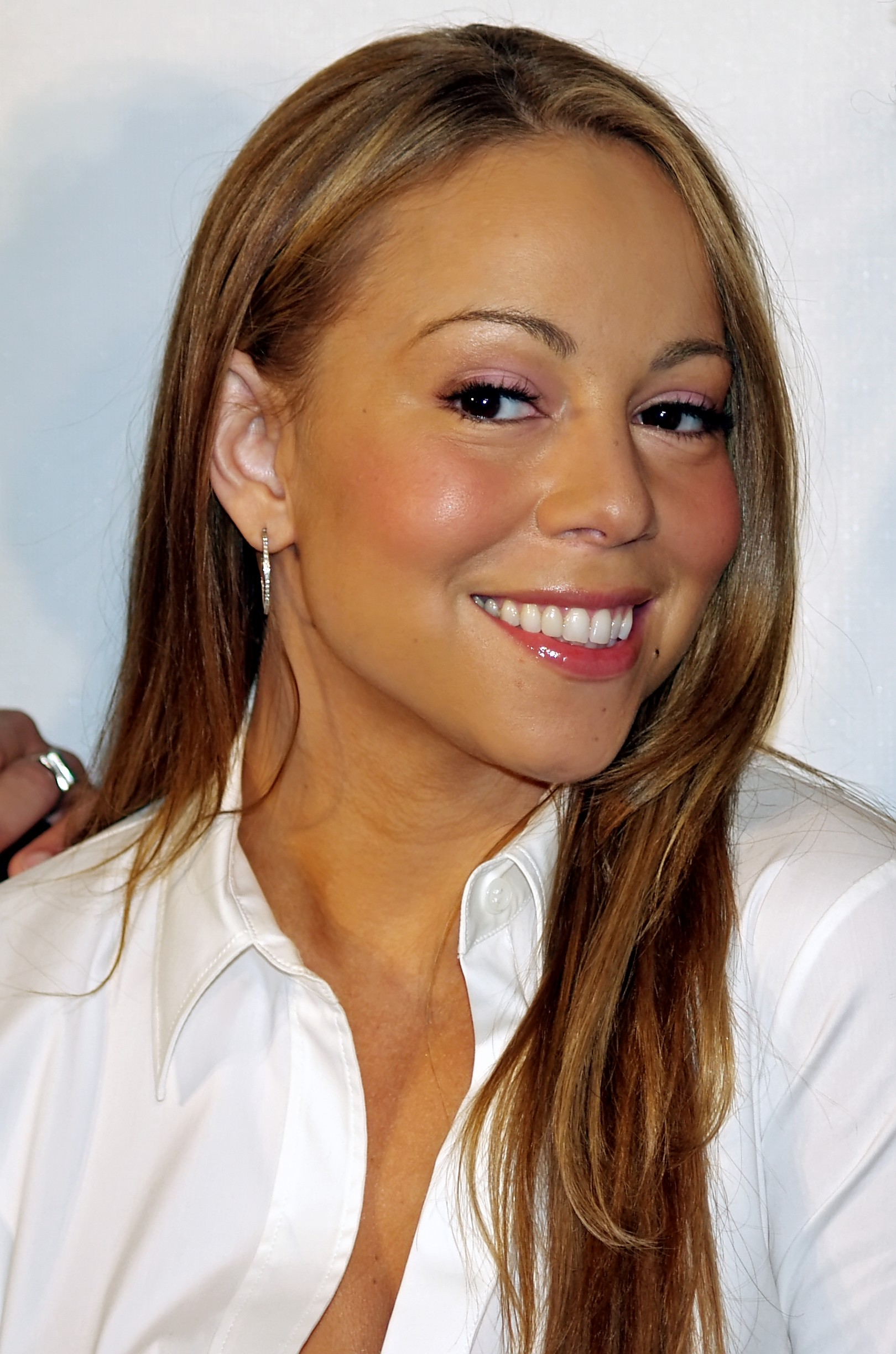
Mariah Carey

A We Belong Together egyike volt az utolsó daloknak, melyeket az albumhoz írtak. Az album dalait az énekesnő 2004-ben kezdte el írni, és novemberre már úgy gondolta, elkészült az album. Lemezcége, az Island Def Jam Records elnöke, Antonio „L.A.” Reid úgy gondolta, valami még hiányzik, és meggyőzte az énekesnőt, hogy dolgozzon újra együtt Jermaine Duprival.
„L.A. azt mondta: Te és Jermaine csodákra vagytok képesek együtt, miért nem vagy most vele a stúdióban? Mire én: Imádom Jermaine-t, de biztos, hogy ráér? Tudom, hogy millió dolga van. […] De Jermaine azt mondta: Gyere csak.
Carey elrepült Dupri Atlantai stúdiójába, és kétnapi munkával két új dalt írtak: a Shake It Offot és a Get Your Numbert, majd az énekesnő visszatért New Yorkba. A We Belong Together ekkor még mindig nem készült el. Reidnek tetszett a két új dal, amelyet írtak, és úgy döntött, Careynek vissza kell mennie Atlantába, hogy még több dalt szerezzenek. Újabb kétnapos munkával Carey, Dupri, Manuel Seal és Johnta Austin újabb két dalt írtak: a később az album első kislemezének választott It’s Like Thatet és a We Belong Togethert. Miután a dal elkészült, még egyszerűsítettek rajta valamennyit, hogy jobban kiemeljék Mariah hangját, összhangban az album reklámszolgenjével: A Hang visszatérése. Carey azt nyilatkozta, hogy a dalt elég volt egyszer felvenni.

## Dallam és dalszerkezet
A We Belong Together pop-ballada hiphop-, R&B- és soulhatással. Carey visszafogott, néhol rapszerű éneklési stílusa kivívta azoknak a kritikusoknak az elismerését is, akikből nemtetszést szokott kiváltani szokásos hajlításokkal teli stílusa. Jennifer Vineyard kritikus úgy véli, Carey visszafogott énekstílusa több erőt kölcsönöz a dalnak, mint ha itt akarná bemutatni vokális akrobatikáját. A dalba 1980-as évekbeli retro-soul-elemek is beépülnek, mégpedig úgy, hogy kis részletet vesz át Bobby Womack If You Think You’re Lonely Now (1981) és a The Deele és Babyface Two Occasions (1987) című dalából, amelyeket említi is a dalban mint szomorú szerelmes dalokat, amiket hallgat. A részletek felhasználása miatt mindkét dal szerzőit megemlítik a We Belong Together szerzői között is.
A We Belong Together dalszerkezete egyszerű: C-dúrban van, négynegyedes ütemben; felépítése egyszerű versszak-refrén-váltakozású. A dal három részre osztható, énekese három érzelmi állapotát mutatja be: az elején belenyugodott a veszteségbe, majd kétségbeesett, a harmadik részben pedig egy oktávval magasabban énekelve fejezi ki eltökéltségét, hogy visszaszerzi szerelmét.

## Fogadtatása
A We Belong Together „újradefiniálta Mariah karrierjét”, egy olyan időszakot zárt le, amikor már karrierje végét jósolták.

### Kritikai fogadtatás
A dal nemcsak minden idők egyik legnépszerűbb dala lett, hanem a kritikusok elismerését is kivívta. Több kritikus szerint az énekesnő újra a régi formáját hozta, miután előző albuma, a 2002-ben megjelent Charmbracelet kritikái szerint hangja elvesztette jellegzetes erejét és terjedelmét. Csak kevesen voltak, akik elmarasztalták, köztük Carey egyik előző lemezkiadója, a Virgin Records egyik kritikusa. 2006-ra a dal számos díjat kapott, köztük a legjobb női R&B-előadásnak és a legjobb R&B-dalnak járót; az ASCAP és a BMI díjkiosztón ez lett az év dala, valamint megkapta a VIBE-díjat és a legjobb R&B-dalnak járól Soul Train Awardot.
A Billboard a dalt a 9. helyre helyezte minden idők 100 legsikeresebb dalát felsoroló listáján (Billboard: All-Time Hot 100 Top Songs) és második helyre a legjobb R&B/hiphopdalokén.
A Blender magazin 2005 száz legnagyszerűbb dalát felsoroló listáján a 15. helyre tette, a Slant magazin hasonló listáján pedig a 2. helyig jutott. Ausztráliában a hivatalos slágerlista, az ARIA 2005 száz legjobb kislemeze listáján a 14. helyre került.

### Kereskedelmi fogadtatás
Az észak-amerikai rádióadóknak 2005. március 26-án elküldött dal nemcsak az énekesnő életében volt mérföldkő, hanem az Island Records történetének is legnagyobb slágere lett. Tizennégy nem egymást követő héten át állt a Billboard Hot 100 első helyén (melynek a 81. helyén nyitott), és a Hot R&B/Hip-Hop Singles & Tracks slágerlistát is vezette. Ez volt az első dal, mely egyszerre vezetett kilenc Billboard-slágerlistát, a 2005. augusztus 6-tal végződő héten: a Hot 100, Hot 100 Airplay, Hot R&B/Hip-Hop Singles & Tracks, Hot R&B/Hip-Hop Airplay, Pop 100 Airplay, Mainstream Top 40, Rhythmic Top 40, Hot Dance Music/Club Play és Hot Ringtones slágerlistákat. Egy héttel korábban ez volt az első dal, melynek nyolc listát sikerült vezetnie egyszerre. Azon a héten, amikor a dal feljutott az első helyre a Billboard Hot 100-on, az iTunesról Carey weboldalán keresztül ingyenesen letölthető volt a dal DJ Clue remixe. A Billboard magazin újságírója, Fred Bronson a panaszlevelekre válaszolva beismerte Chart Beat Chat című rovata egy cikkében, hogy az ingyenes letöltések hozzájárultak ahhoz, hogy a dal az első helyre kerüljön, és enélkül valószínűleg csak a következő héten jutott volna fel az első helyre.
A Mediabase és a Nielsen BDS adatai szerint a We Belong Together az Egyesült Államokban számos rádiós játszási rekordot is megdöntött: a BDS története folyamán ez érte el a legtöbb hallgatót egy nap, illetve egy hét alatt (32.8 milliót, illetve 223 milliót). 2008. szeptember 21-éig egyedül az USA-ban több mint 8 milliárd hallgatót ért el. A Billboard 2005-ös év végi összesített slágerlistáján ez volt Carey első listavezető dala; az év végi R&B/hiphop-slágerlistán a 2. lett. A Billboard 2010-ben az évtized legsikeresebb dalává nyilvánította. A kislemez az Egyesült Államokban és Új-Zélandon platinalemez, Ausztráliában kétszeres platinalemez lett.
A We Belong Together számos külföldi piacon is sikert aratott. Ausztráliában a slágerlista első helyén nyitott, és két hétig maradt listavezető; Új-Zélandon három hétig állt a lista 2. helyén, és a rádiós játszásokon alapuló kanadai BDS slágerlistán is a 2. helyig jutott. Az Egyesült Királyságban a dal a 2. helyen nyitott (Tupac Shakur Ghetto Gospelje mögött); az első héten 39 436 példányban kelt el (csak 392 hiányzott az első helyhez), összesen 240 000 példányban kelt el az országban. A top 5-be került Dániában, Hollandiában, Írországban, Spanyolországban és Svájcban, a top 10-be Norvégiában és a top 20-ba Belgiumban, Francia-, Német-, Olasz- és Svédországban. Ausztrália év végi top 100 slágerlistáján a 17. helyre, az urban stílusú dalok év végi listáján a 10. helyre került.

### Díjak

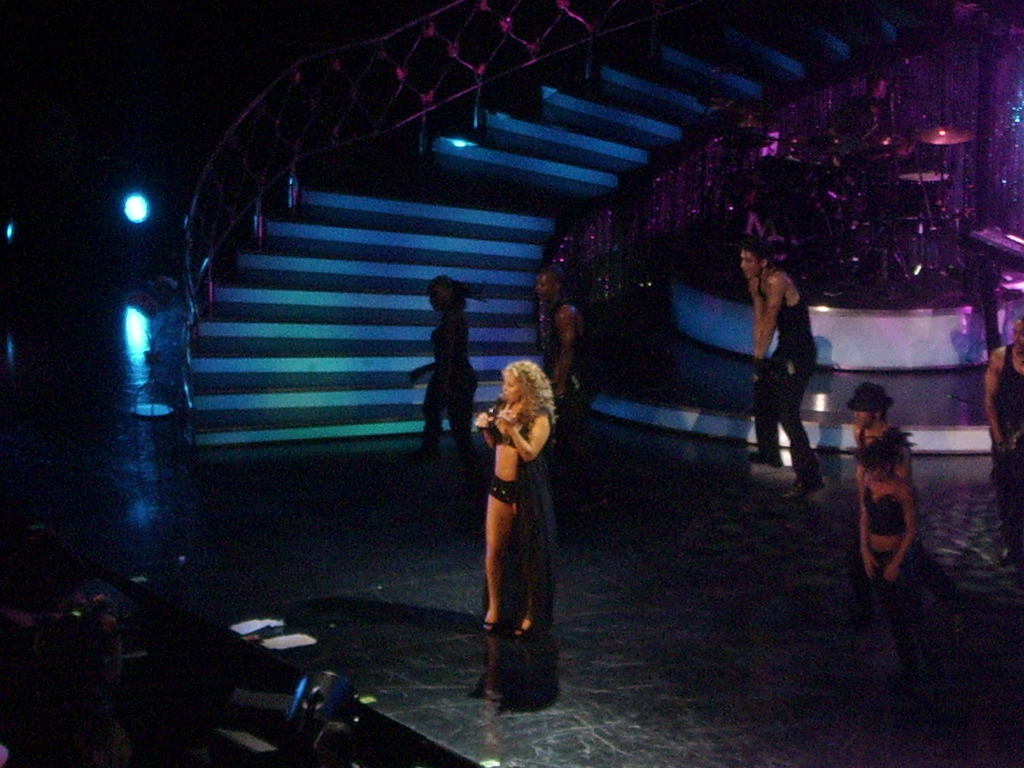
Mariah Carey The Adventures of Mimi Tour koncertútján Miamiban 2006. augusztus 7-én.

| 2005 - Billboard Music Awards - Az év Rhythmic Top 40 dala - Az év Hot 100 dala - Az évHot 100 Airplay dala - Radio Music Awards - Az év dala / Mainstream Hit Radio. - Az év dala / Urban and Rhythmic Radio. - Soul Train Lady of Soul Awards - Legjobb R&B/souldal, szólóelőadó - Teen Choice Awards - Legjobb szerelmes dal - Vibe Awards - Legjobb R&B-dal - World Music Awards - A világ legtöbbet játszott dala | 2006 - Grammy-díj - Legjobb R&B-dal - Legjobb vokális R&B-előadás női előadótól - ASCAP Awards - Az év dala (holtversenyben a Green Day Boulevard of Broken Dreams című dalával) - BMI Urban Awards - Az év dala - Legtöbbet előadott dal - Listavezető Billboard-dal - WPGC Music Awards - Legjobb lassú dal - Legjobb dal - GrooveVolt Music & Fashion Awards - Az év dala - Legjobb popdal női előadótól - Legjobb R&B/souldal női előadótól - Soul Train Music Awards - Legjobb R&B/souldal női előadótól |

## Videóklip
A dal videóklipjét Brett Ratner rendezte, és Beverly Hillsben forgatták, együtt az It’s Like That klipjével, aminek a folytatása. Az előző klipben Mariah egy bulin vesz részt az esküvője előtti éjszakán, ahol az egyik vendégről kiderül, hogy a volt szerelme (őt Wentworth Miller játssza). A We Belong Together videóklipje másnap reggel kezdődik, mikor Mariah a volt szerelmére emlékezik, miközben az esküvőjére készül. Míg végigvonul a templomon, azon töpreng, kihez tartozik igazán: volt szerelméhez vagy vőlegényéhez (őt Eric Roberts alakítja). Mikor az oltárhoz ér, meglátja volt barátját, aki a távolból figyeli az esküvőt. Ekkor otthagyja a szertartást és a férfi karjaiba rohan, amivel mindenkit megdöbbent. A klipben Mariah azt a Vera Wang tervezte esküvői ruhát viseli, amit Tommy Mottolával történt esküvőjén viselt 1993-ban.
A klip számos zenetévé slágerlistáján az első helyre került, köztük a BET 106 & Park az MTV TRL a MuchMusic Countdown és a VH1 Top 20 Video Countdown műsorában. Az MTV-n egyike lett Carey azon dalainak, melyek 50 napig maradtak a listán. A VH1 az év videóklipje címmel tüntette ki a klipet. 2005. július 25-ére ez lett a LAUNCHcast legnézettebb klipje, 7.5 millió megtekintéssel. A 2005-ös MTV Video Music Awards díjra két jelölést kapott, legjobb R&B-videóklip és legjobb, női előadó által készített videóklip kategóriában. A klipet több mint 5 milliószor nézték meg a YouTube-on.

## Remixek
A We Belong Together DJ Clue által készített remixe Jadakiss és Styles P rapperek közreműködésével készült. Peter Rauhofer készítette a Reconstruction és az Atlantic remixeket. A remixek nagyban eltérnek a dal albumváltozatától, több bennük a hiphop-elem. Az Atlantic Soul Vocal Mixben például szintetizátoros basszus, zongora és gitár, valamint gyorsabb tempót biztosító hi-hat hallható. 2005 májusától több remix is letölthető volt: az Atlantic Soul Mix listavezető lett a Billboard Hot Dance Music/Club Play slágerlistáján, a DJ Clue remix pedig a Hot Digital Songs slágerlista ötödik helyére jutott. Ez utóbbi felkerült bónuszdalként az album új kiadására.
2007-ben Adassa reggaeton-zenész feldolgozta a dalt Adassa című albumán; az ő változatában számos bachata-elem hallható.

### Hivatalos remixek, verziók listája
- We Belong Together (Atlantic Soul Instrumental)
- We Belong Together (Atlantic Soul Radio Edit)
- We Belong Together (Atlantic Soul Vocal)
- We Belong Together (DJ Clue Remix feat. Jadakiss and Styles P)
- We Belong Together (DJ Clue Remix feat. Jadakiss and Styles P – Instrumental)
- We Belong Together (Instrumental)
- We Belong Together (Original Radio Edit)
- We Belong Together (Reconstruction Radio Mix)
- We Belong Together (Reconstruction Club Mix)

## Változatok
| CD maxi kislemez (Tajvan, Thaiföld) CD maxi kislemez (Thaiföld) kihajtható rózsával 1. We Belong Together (Album version) 2. We Belong Together (Reconstruction Radio Mix) 3. We Belong Together (Reconstruction Club Mix) 4. We Belong Together (Atlantic Soul Radio Edit) 5. We Belong Together (Atlantic Soul Vocal) 6. We Belong Together (Atlantic Soul Instrumental) CD maxi kislemez (Egyesült Királyság) 1. We Belong Together (Album version) 2. We Belong Together (Reconstruction Radio Mix) 3. We Belong Together (Reconstruction Club Mix) 4. We Belong Together (Atlantic Soul Vocal) 5. We Belong Together (Atlantic Soul Instrumental) CD maxi kislemez (Európa. Tajvan, Új-Zéland) 1. We Belong Together (Main Version) 2. We Belong Together (Reconstruction Radio Mix) 3. It’s Like That (Remix feat. Fat Joe) 4. We Belong Together (Videóklip) | CD maxi kislemez (Ausztrália) + poszter 1. We Belong Together (Main Version) 2. We Belong Together (Reconstruction Radio Mix) 3. It’s Like That (Remix feat. Fat Joe) CD kislemez (Európa) 1. We Belong Together (Album version) 2. We Belong Together (DJ Clue Remix feat. Jadakiss and Styles P) CD kislemez (Japán) 1. We Belong Together (Main version) 2. We Belong Together (Instrumental) 12" maxi kislemez (Egyesült Királyság) 1. We Belong Together (Album version) 2. We Belong Together (Remix feat. Jadakiss and Styles P.) 3. It’s Like That (Remix) 4. We Belong Together (Reconstruction Radio Mix) 12" maxi kislemez (USA) 1. We Belong Together (feat. Jadakiss and Styles P – Main) 2. We Belong Together (feat. Jadakiss and Styles P – Instrumental) |

## Közreműködők
- Ének és háttérvokálok – Mariah Carey
- Billentyűk – Loris Holland
- Dobok – Charles Draiton
- Hangmérnökök – Brian Garten, John Horesco IV
- Segédhangmérnök – Tadd Mingo
- Keverés – Phil Tan
- Masztering – Herb Powers

## Megjelenési dátumok
| Régió              | Dátum             | Kiadó     | Formátum    | Katalógusszám |
| ------------------ | ----------------- | --------- | ----------- | ------------- |
| Egyesült Államok   | 2005. március 29. | Island    | CD kislemez | 000516211     |
| Japán              | 2005. június 16.  | Universal | CD kislemez | UICL-5019     |
| Ausztrália         | 2005. június 20.  | Island    | CD kislemez | 9883428       |
| Kanada             | 2005. július 4.   | Universal | CD kislemez | B0009V2CRE    |
| Egyesült Királyság | 2005. július 4.   | Universal | CD kislemez | B0009WXGD2    |
| Németország        | 2005. július 11.  | Def Jam   | CD kislemez | B0009V2CRE    |
| Ausztria           | 2005. július 11.  | Def Jam   | CD kislemez | B0009V2CRE    |
| Franciaország      | 2005. július 12.  | Universal | CD kislemez | B0009V2CRE    |

## Helyezések
| Slágerlista (2005)                   | Legmagasabb helyezés |
| ------------------------------------ | -------------------- |
| USA Billboard Hot 100                | 1 (14 hétig)         |
| USA Billboard Hot 100 Airplay        | 1 (16 hétig)         |
| USA Billboard Pop 100                | 1 (3 hétig)          |
| USA. Billboard Hot R&B/Hip-Hop Songs | 1 (14 hétig)         |
| USA Billboard Hot Dance Club Play 1  | 1 (1 hétig)          |
| USA Billboard Adult Contemporary     | 3                    |
| USA Billboard Adult R&B Airplay      | 1                    |
| USA Billboard Adult Top 40           | 16                   |
| Ausztrál kislemezlista               | 1 (2 hétig)          |
| Brit kislemezlista                   | 2                    |
| Dán kislemezlista                    | 3                    |
| Francia kislemezlista                | 12                   |
| Holland kislemezlista                | 2                    |
| Izraeli kislemezlista                | 1 (2 hétig)          |
| Ír kislemezlista                     | 3                    |
| Kanadai rádiós slágerlista           | 2                    |
| Német kislemezlista                  | 11                   |
| MAHASZ Top 10 kislemez               | 5                    |
| MAHASZ Rádiós Top 40                 | 21                   |
| MAHASZ Editor’s Choice               | 18                   |
| Norvég kislemezlista                 | 9                    |
| Spanyol kislemezlista                | 3                    |
| Svájci kislemezlista                 | 4                    |
| Új-zélandi kislemezlista             | 2                    |
| Nemzetközi egyesített slágerlista    | 1 (5 hétig)          |

| Évtizedes slágerlista (2000–2009) | Helyezés |
| --------------------------------- | -------- |
| Billboard Hot 100                 | 1        |

| Ország     | Adat forrása | Minősítés    |
| ---------- | ------------ | ------------ |
| Ausztrália | ARIA         | Platinalemez |
| USA        | RIAA         | Platinalemez |
| Új-Zéland  | RIANZ        | Platinalemez |